# Women’s Professional Soccer
Women’s Professional Soccer (WPS) – zawodowa liga piłkarska kobiet znajdująca się na najwyższym szczeblu rozgrywek w Stanach Zjednoczonych. Obecnie gra w niej 6 klubów. W lidze tej nie obowiązuje reguła awansu i spadku. Powstała w 2007 roku, a dwa lata później 29 marca rozpoczęto pierwszy sezon rozgrywek. Uczestniczyło w nim 7 zespołów. Sezon składa się z dwóch części. Pierwsza – sezon zasadniczy rozgrywany jest od marca, bądź kwietnia, a kończy się w sierpniu lub wrześniu. Po zakończeniu tej części odbywa się faza playoff. Zwycięzca playoff zostaje mistrzem ligi.
30 stycznia 2012 roku powiadomiono o zawieszeniu rozgrywek, zaś 18 maja 2012 roku potwierdzono nierozegranie sezonu w roku 2013.

## Uczestnicy
W lidze udział bierze sześć zespołów, które w porównaniu do innych lig amerykańskich nie są podzielone według kryterium geograficznego. Przez lata liczba drużyn zmieniała się. W latach 2009 i 2010 w lidze grało siedem zespołów. Każda z drużyn w sezonie 2011 rozegra po osiemnaście meczów sezonu zasadniczego co daje w sumie 54 spotkania.
| Women’s Professional Soccer | Women’s Professional Soccer | Women’s Professional Soccer | Women’s Professional Soccer | Women’s Professional Soccer |
| Zespół                      | Stadion                     | Miasto                      | Założony                    | Dołączył do WPS             |
| --------------------------- | --------------------------- | --------------------------- | --------------------------- | --------------------------- |
| Atlanta Beat                | KSU Soccer Stadium          | Kennesaw, Georgia           | 2009                        | 2010                        |
| Boston Breakers             | Harvard Stadium             | Boston, Massachusetts       | 2001                        | 2009                        |
| Philadelphia Independence   | Leslie Quick Stadium        | Chester, Pensylwania        | 2009                        | 2010                        |
| Sky Blue FC                 | Yurcak Field                | Piscataway, New Jersey      | 2008                        | 2009                        |
| Western New York Flash      | Marina Auto Stadium         | Rochester, Nowy Jork        | 2008                        | 2011                        |
| Mecze towarzyskie           |                             |                             |                             |                             |
| magicJack                   | FAU Soccer Field            | Boca Raton, Floryda         | 2001                        | 2009                        |

## Dawni uczestnicy
- Los Angeles Sol (2009)
- Saint Louis Athletica (2009–2010)
- FC Gold Pride (2009–2010)
- Chicago Red Stars (2009–2010)
- Washington Freedom (2009–2010), klub przeniesiony do Boca Raton i nazwany magicJack